# 한강 (한수이)
한강(중국어 간체자: 汉江, 정체자: 漢江, 병음: Hàn Jiāng, 표준어: 한장강) 또는 한수이(중국어 간체자: 汉水, 정체자: 漢水, 병음: Hànshuǐ, 표준어: 한수이강)은 장강의 지류로 총 길이는 1,532km이다. 발원지는 산시성 한중시 닝창현이다. 후베이성을 북서쪽에서 남동쪽으로 가로질러 흘러 성도 우한에서 장강과 합류한다. 합류하는 강은 우한 시를 우창(창강 남안), 한커우(창강과 한수이의 북안), 한양(창강과 한수이 사이)의 세 부분으로 나눈다.
중국의 황조인 한나라와 도시 한중, 중국의 다수 민족인 한족이 이 강 이름에서 유래되었다.

## 명칭
명칭은 한 이외에 면(중국어: 沔, 병음: miǎn)을 써서 면수(沔水)라고 하기도 한다. 샹양 시(양양) 인근에서는 양(襄)을 써서 양하(襄河)라고도 한다. 한편 고대 문헌에서는 장강에서 갈려나와 이 한강에 합류하는 강이 나오는데, 이 강을 하수(夏水)라 하며 한강과 하수의 합류지 하류 구역을 그대로 하수라고 부르기도 한다. 중국의 옛 군인 강하군은 한강과 장강의 합류지를 관할하는데, 앞서 말한 한수의 하류를 일컫는 하수와 장강에서 한 글자씩 따와서 명명했다.

## 백련교의 난
상류 지역 주변은 산시성, 쓰촨성, 후베이성의 높은 산지로 구성되어 있다. 청나라 중기까지 이 산지는 인구밀도가 대단히 낮고 험준했기 때문에 남부로부터 중원을 지키는 일종의 방어선으로 기능했다. 하지만 건륭제 시대에 맬서스적 위기에 봉착한 청은 농경지를 확장하기 위해 이 지역으로 이주를 장려했다. 많은 인구가 이 지역에 들어왔지만 수많은 전쟁과 과하게 확대된 행정력의 부족으로 인해 새로 구성된 한수 상류 정착지에는 행정관이 거의 배치되지 않았다. 국가의 보호를 받지 못한 지역 주민들은 자치적 체제를 발전시켰다. 소금 밀매상, 폭력조직 등 초지방적 불법조직이 구성되었다. 이들은 지역 주민들의 삶에서 필수적인 부분이 되었다.
청-버마 전쟁에서 큰 피해를 입은 건륭제는 더 이상의 외정을 줄이고 내부 통제력 강화로 국가시책을 변경했다. 한수 상류 지역의 행정력 또한 강화되었다. 지역에 배치된 행정관은 이 지역의 불법 조직들을 진압하려고 시도했고, 불법 조직과 밀접하게 연관된 생활을 영위하던 지역 주민들과 마찰을 빚게 되었다. 불만을 품은 지역 주민과 불법 조직들을 하나로 엮는데 성공한 집단이 백련교였다. 백련교는 한수 상류 산지를 중심으로 수많은 반란을 일으켰고, 마침내 1796년 백련교도의 난을 일으키며 건륭제와 크게 부딪히게 되었다.
백련교의 난은 산지의 험준한 지형을 활용하면서 진압군을 효과적으로 격퇴하였고, 8년간 버틸 수 있었다. 하지만 건륭제 사후 가경제가 효과적인 진압 전략을 채택함으로 인해 1804년 마침내 진압되었다. 이렇듯 백련교도의 난은 한수 상류의 지형과 대단히 밀접한 관계를 맺고 있다.

## 지류
- 탕바이허 (唐白河)
- 샤오칭허 (小清河)

## 주요 도시
- 한중시
- 안캉시
- 난양시
- 우한시

1. ↑  Wang, Wensheng (2014). 《White Lotus rebels and south China pirates : crisis and reform in the Qing empire》. Cambridge, Massachusetts. ISBN 978-0-674-72661-1.